# Sonderformen des Linienverkehrs
Sonderformen des Linienverkehrs sind im § 43 des deutschen Personenbeförderungsgesetzes (PBefG) geregelte besondere Formen des Linienverkehrs mit Kraftfahrzeugen. Sie sind nicht Teil des Öffentlichen Personennahverkehrs (ÖPNV), da sie nur für bestimmte Nutzergruppen und nicht allgemein zugänglich sind.

## Arten
Unterschieden werden Berufs-, Schul-, Markt- und Theaterfahrten (§ 43 Nr. 1 bis 4 PBefG). Diese Fahrten gehören rechtlich zum Linienverkehr und werden teilweise auch in veröffentlichten Fahrplänen aufgeführt, sind aber nicht der Allgemeinheit, sondern nur einem eng begrenzten Personenkreis zugänglich. Der Fahrpreis richtet sich im Regelfall nach den üblichen Fahrpreisen für öffentliche Verkehrsmittel. § 45 PBefG lässt jedoch Ausnahmen von den normalerweise für Linienverkehre gelten Vorschriften für die Betriebs- und Beförderungspflicht, die Beförderungsentgelte und -bedingungen sowie über die Fahrpläne zu. Dies bedeutet, dass bspw. nicht zwingend ein fester Fahrplan erforderlich ist.
Berufsbusse werden häufig bei bestimmten Großunternehmen eingesetzt, um Beschäftigte dieser Betriebe zum Arbeitsplatz zu bringen. Zur Mitfahrt ist meist ein Werksausweis als Berechtigungsschein erforderlich. Beispiele sind die Sonderbusse für Beschäftigte der BASF AG in Ludwigshafen (Busse im VRN-Fahrplanbuch als Linie 476 aufgeführt) oder Sonderbusse für Beschäftigte des Frankfurter Flughafens (Linie GG-67 des RMV). Im Eisenbahnbereich gibt es ebenfalls vergleichbare Verkehre, so etwa auf Werksangehörige beschränkte Züge zur BASF in Ludwigshafen oder aus dem Karlsruher Stadtbahnnetz über die Hardtbahn zum Forschungszentrum Karlsruhe. Im Eisenbahnrecht gibt es allerdings keine mit § 43 PBefG vergleichbare Genehmigungsform.
Schulbusse werden häufig dann als Sonderform des Linienverkehrs genehmigt, wenn die Fahrt wegen betrieblicher Gegebenheiten nicht für Auswärtige geöffnet werden soll (zeitaufwändiges Verkaufen von Fahrkarten entfällt), eine Genehmigung als freigestellter Verkehr aber nicht in Betracht kommt. Busse, die diese Fahrten bedienen, müssen das amtliche Schulbusschild nach § 33 Abs. 4 BOKraft tragen.
Markt- und Theaterbusse nach § 43 Nr. 3 und 4 PBefG werden heute in ihrer ursprünglichen Form nur noch selten eingerichtet. In Verbindung mit § 2 Abs. 6 PBefG können jedoch auch Verkehre, die nicht genau den in § 43 Nr. 1 bis 4 PBefG genannten Zwecken dienen sollen, als Sonderform des Linienverkehrs genehmigt werden. Dies betrifft bspw. Stadtrundfahrten nach dem Hop-on-/Hop-off-Prinzip oder Sonderlinien zu großen Veranstaltungen wie etwa Publikumsmessen oder Linien zu Einkaufszentren.